# Wild Thing
«Wild Thing» — песня, написанная Чипом Тейлором. Оригинальным исполнителем песни была группа The Wild Ones, записавшая её в 1965 году. Наиболее же известна она в кавер-версии английской группы The Troggs, которая с ней в июле 1966 года достигла 1 места в США в Billboard Hot 100. В Великобритании версия The Troggs добралась до 2 места.
В 2004 году журнал Rolling Stone поместил песню «Wild Thing» в исполнении группы The Troggs на 257 место своего списка «500 величайших песен всех времён». В списке 2011 года песня находится на 261 месте.
Кроме того, песня «Wild Thing» в исполнении группы The Troggs входит в составленный Залом славы рок-н-ролла список 500 Songs That Shaped Rock and Roll.